# 류경 (고려)
류경(柳璥, 1211년 ~ 1289년)은 고려 후기의 문신으로, 자는 천년(天年) 혹은 장지(藏之)이며, 시호는 문정이다. 본관은 문화(文化)이다. 1258년 최씨정권 62년을 종식시키고 고려 왕권을 고종에게 회복시킨 인물이다. 황해도 유주는 고종에 의해 류경의 본관인 무에서 문으로 문화현으로 승격되게 된다. 안향 등 주자학자의 스승이다.

## 생애

### 무신 집권기
고종(高宗)조에 임경숙(任景肅)의 문하에서 과거에 급제한 후, 여러 차례 승진해 최항(崔沆) 집권기에는 상서(尙書)와 국자감대사성(國子監大司成)을 지냈다.
당시 류경은 오랫동안 정방(政房)에 재임하면서 유천우(兪千遇)와 함께 최우의 아들인 최항으로부터 후대를 받았다.
몽골군이 침략해 오자 최항이 삼척(三陟) 주민들을 산성으로 이주시키려 했으나 그 고을 사람들이 류경에게 은병(銀甁) 30개를 뇌물로 바치면서 이주를 중지시켜 달라고 청탁했다.
류경이 물리치고 받지 않자 그 뇌물은 유천우에게 건네졌는데, 유천우는 그것을 받고 최항에게 부탁해 결국 이주를 하지 않게 되었다.
그러자 류경이 최항더러 이렇게 항의했다.
| “ | 삼척 고을의 주민을 이주시키는 것은 실로 국가의 이해와 관련되는 일입니다. 그런데 그 고을의 사람들이 현재의 거주지에 안착해 이주를 곤란하게 생각한 나머지 저에게 은폐(銀幣)를 보낸 적이 있으나 저는 받지 않았습니다. 그런데 지금 이주시키지 않는 것은 무엇 때문입니까? | ” |

최항은 유천우가 자신을 팔아 뇌물을 받았다고 하여 뇌물로 받은 것을 추징하고 바닷섬으로 유배보냈으며, 그 때문에 유천우는 류경과 사이가 벌어졌다.
최항의 사후인 1257년(고종 44), 최항의 뒤를 이은 최의(崔竩)가 모든 일을 제 마음대로 처리했다.
이 당시에 또한 해마다 흉년이 들어 굶어죽은 시체가 이리저리 널렸으나 최의는 창고를 열어 백성들을 진휼하지 않았다.
이 때문에 최의가 인심을 크게 잃게 되자, 류경은 드디어 김준(金俊) 등과 함께 최의를 죽이기로 모의했다.
어느 날 김준 등이 류경을 찾아가 의논했더니 류경이 감히 드러내어 말하지 못하고 노복(奴僕)을 시켜 살구 한 사발을 올리게 했다.
김준 등이 절을 하면서 그 뜻을 알겠다고 말했는데, 이는 살구 행(杏)자는 다행 행(幸)자와 음이 서로 가깝기 때문이었다.
이 날 최의를 죽이고 정권을 왕실에 돌려 주자, 왕은 류경더러 “경들이 나를 위해 엄청난 공을 세웠소.”라고,고종 추키며 눈물을 비 오듯이 흘렸다.
같은 해 우부승선(右副承宣)으로 임명되었다가 얼마 뒤에 지주사(知奏事)·좌우위상장군(左右衛上將軍)으로 승진했다.
그러나 류경은 그 근래 지주사가 되었던 자들이 거의 권신들이었으며, 또 총애와 녹봉이 분수에 넘을 것을 두려워해 극력 사양했으므로,
상장군(上將軍)으로서 우부승선 자리만 그대로 유지하면서, 추성위사공신(推誠衛社功臣)의 칭호를 받았으며, 쌀 200석, 채단(彩段) 100필과 호화 저택 및 토지를 하사받았다.
뒤에 재추들의 건의로 왕이 그의 아들 류승(柳陞)에게 6품 관작을 주고 밭 100결과 남녀 종 각 12명을 주었으며, 그의 고향인 황해도 유주(儒州)의 감무(監務)를 승급시켜 왕권회복을기려, 무에어서 문으로 문화인 류경의 본관인 문화로 개칭후 문화현령(文化懸令)으로 개칭 했다. 오느날 문화는 최씨 무신정권종식시킨 류경의 왕권회복을 고종이 문화로 개칭
한데서 유래된것이다.
류경은 최의를 처형한 후 고종왕에게 건의해 정방을 편전(便殿) 곁에 두어 관리들의 인사를 맡게 하고 국가의 중요한 일을 모두 결정하게 하였다.
김준의 동생 김승준(金承俊)은 자기 공이 큰데도 낮은 관직을 받았다고 여기며 마음속에 늘 불평이 가득했는데, 류경이 그 말을 듣고 김승준더러,
| “ | 공의 공로만 따진다면 하루에 아홉 번이라도 승진시켜야 마땅하오. 그러나 품계에 따라 관직을 주는 것이 국가에서 제정한 법률이오. 공은 대정(隊正)으로서 네 등급을 넘어 중랑장(中郞將)이 되었으니 단계를 넘어 승진한 것이 분명하오. | ” |

라고 잘라 말하자 김승준이 그를 더욱 원망하였다.
김준은 입궐할 때마다 반드시 류경의 근무처로 가서 인사를 했으나 김승준만은 그렇게 하지 않으니, 류경이 김준과 만나면 “김승준 낭장(郞將)은 어떻게 지내오?”라고 농담삼아 물었다.
류경이 호화 저택에 살면서 권세가 나날이 성해지자 그 집은 사람들로 문전성시를 이루었다.
김승준과 임연(林衍) 등의 공신들이 그것을 시기한 나머지 김준에게 참소해 그 말을 왕에게 넌지시 알리게 했다.
그러자 왕은 류경의 권력을 빼앗기 위해 승선(承宣)에서 파직해 버리고 첨서추밀원사(簽書樞密院事)로 임명한 후, 류경과 친한 장군 우득규(禹得圭)·양화(梁和), 지유(指諭) 김득룡(金得龍), 낭장(郞將) 경원록(慶元祿)을 옥에 가두었다.
류경이 김준에게,
| “ | 공이 애초 나와 마음을 같이해 의병을 일으켜 정권을 왕실로 돌려 주었소. 또 골육처럼 친하였으므로 아무리 참소를 잘하는 자들이라도 우리 사이를 이간시킬 수 없었소. 그런데 오늘날 도리어 이렇게 될 줄 어찌 생각이나 했겠소. | ” |

라고 꾸짖으니 김준이 부끄러워 사과하였고 김승준과 임연은 말없이 물러갔다.
결국 우득규·양화·김득룡은 처형되고 경원록은 먼 섬으로 유배되었다.
1262년(원종 3) 추밀원사(樞密院事)로 재직 중 원종(元宗)이 공신각에 류경의 초상을 걸게 하였으며, 같은 해 수사도(守司徒)·지문하성사(知門下省事)·태자소부(太子少傅)로 승진했다.
이듬해 중서시랑평장사(中書侍郞平章事) 이장용(李藏用)과 함께 이부시랑(吏部侍郞) 김구(金坵)를 천거하여 왕이 그를 우간의대부(右諫議大夫)에 임명하게 했으며, 같은 해 수태보(守太保)·참지정사(叅知政事)·태자태보(太子太保)로 승진했다.
1267년(원종 8) 동수국사(同修國史)로서 감수국사(監修國史) 이장용, 수찬관(修撰官) 김구·허공(許珙)과 함께 신종(神宗)·희종(熙宗)·강종(康宗) 3대의 실록을 편찬했으며, 그 후 문하시랑평장사(門下侍郞門下平章事)로 승진하였다.
이듬해 임연이 김준을 죽이고 위사공신(衛社功臣) 칭호를 받았는데, 류경은 대사성(大司成) 김구, 예부시랑(禮部侍郞) 주열(朱悅), 장군(將軍) 김정(金珽)과 평소 자주 만나는 친한 사이였다.
1269년(원종 10) 류경은 김구 등에게, “요즈음 내가 상배(喪配)를 당해 오랫동안 일을 보지 못했는데, 사직을 지킨 공신들에 관한 말만 듣다가 지금 만나보니 모두 소인배들입디다.”라고 위사공신들을 비판했다.
또 옛 역사를 이야기하면서 당시 환관들의 폐해에 대해 언급하였더니 그 말을 들은 환관 김경(金鏡)이 원한을 품고 왕에게 고자질했다.
이에 왕은,
| “ | 그 자가 과거 최의를 죽인 후 권력을 잡으려고 하다가 김준 등에게 배척당해 뜻을 이루지 못했다. 어제 곡연에서도 다른 재상들은 모두 즐거워하는데 류경만은 뾰로통하기에 내가 직접 술잔을 권했지만 끝내 마음을 풀지 않았다. 이에 그가 딴 마음을 먹고 있음을 눈치 챘다. | ” |

라고 말했고, 김구를 불러,
| “ | 네가 류경과 친교를 맺고서 경전과 사서를 끌어다가 국사를 즐겨 비판하는데, 그런 책에 있는 말이 어찌 다 믿을 만한 것인가? 내가 너를 벌하고 싶지만, 왕명을 작성하는 임무를 맡고 있으므로 특별히 용서하니 다시는 그런 짓을 하지 말라. | ” |

라고 크게 꾸짖었으며, 이어 류경을 흑산도(黑山島)로 유배보내고 그 가산을 몰수했는데, 이 때 류경의 외아들인 행수(行首) 류승 및 김정과 주열 역시 해도로 유배되었다.
얼마 뒤 임연이 류경을 석방시켜 돌아오게 했지만 미처 개경에 닿기도 전에 다른 섬으로 다시 유배되었다.
이듬해인 1270년 원종 11년 삼별초(三別抄)가 반란을 일으켰을 때 류경은 강화경(江華京)에 있다가, 가족을 데리고 옛 수도로 배를 타고 돌아오던 길에 적에게 잡혀 버렸다.
류경은 처자를 작은 배에 태우고, 재물을 큰 배에 실어 두고는 적과 오랫동안 함께 지내다가 더위를 먹은 것처럼 부러 구토를 하고는 작은 배로 가서 시원한 바람을 쐬게 해달라고 부탁했다.,
적이 허락하자 류경은 닻줄을 끊고 달아났는데 적이 뒤쫓았으나 따라잡지 못했다.
왕은 류경이 적에게 잡혔다는 말을 듣고 모반을 주도할까 걱정했는데, 그가 제 발로 와서 왕을 알현하자 크게 기뻐하며 후하게 상을 주고 다시 문하시랑평장사·판병부사로 임명하였다.
같은 해 나장(螺匠)인 목동(木同)이 양민을 노비로 알고 다루가치(達魯花赤)에게 팔았는데, 재추들이 그의 죄를 다스리라고 청했으나 왕은 허락하지 않았다.
류경이 정당문학(政堂文學) 유천우와 함께 해당 관청에 공문을 보내어 노비를 면하고 도로 양민이 되게 조처하자, 다루가치가 감정을 품고 왕에게 알렸다.
왕도 독단으로 조처한 것에 노해 류경을 파직하고 유천우를 유배보냈는데, 이듬해에 유천우의 모친이 다루가치더러 자기 아들이 류경과 같은 죄목인데도 유독 자기 아들만 섬으로 유배보냈으니 풀어 달라고 호소하자,
다루가치가 노하여 류경을 애도(哀島)로 유배보냈다가 곧이어 소환하였다.

### 몽골 간섭기
충렬왕 2년(1276) 첨의시랑찬성사(僉議侍郎贊成事)·감수국사·판판도사사(判版圖司事)로 복직되었다.
이보다 한 해 전에 관제가 바뀌어, 류경의 후배인 원부(元傅) 가 첨의시랑찬성사·판군부사사(判軍簿司事)·수국사(修國史)에 임명되었는데, 이 때에 류경이 재상 지위에 복귀했으나 지위가 원부보다 낮게 되자 원부는 자신이 류경의 문생과 같은 처지인데 그 윗자리에 있을 수 없다며 관직을 사퇴하려 했다.
그러나 류경은“판군부사사가 이재(二宰)가 되고 판판도사사가 삼재(三宰)가 되는 것은 그 유래가 오래된 것이다.”라며 서로 한참이나 서로 양보하였다.
충렬왕(忠烈王)이 허공(許珙)에게 묻자,
| “ | 류경의 말은 예부터 전해 온 제도이며 원부의 말은 사사로운 인정에서 나온 것입니다. 그러나 후배가 선배에게 양보하는 것이 예의이니 류경에게 감수국사를 더하여 원부보다 윗자리로 올리는 것이 바람직합니다. | ” |

라고 하기에 왕이 그렇게 처리했다.
같은 해에 어떤 자가 다루가치인 석말천구(石抹天衢)의 관사에 익명으로 다음과 같이 투서했다.
| “ | 정화궁주(貞和宮主)가 총애를 잃자 여자 무당을 시켜 공주를 저주하게 했다. 또한 제안공(齊安公) 왕숙(王淑), 중찬(中贊) 김방경(金方慶) 및 이창경(李昌慶)·이분희(李汾禧)·박항(朴恒)·이분성(李汾成) 등 43명이 반역을 모의하고 다시 강화도(江華島)로 들어갔다. | ” |

이에 제국대장공주(齊國大長公主)가 정화궁주를 수감했으며, 석말천구도 왕숙과 김방경 등을 수감시킨 후 재상을 불러 문초하게 했다.
그 자리에서 석말천구가 뜬금없이 “봄철이 이미 가까웠으니 여러분은 「영춘시 迎春詩」를 지어 보시오.”라고 요청했다.
김구는 그저 머리를 조아렸지만 류경은 “왕비와 수상이 모두 갇혀 있는 판에 지금이 시나 읊조릴 때요?” 하며 개탄하니 석말천구가 부끄러워 얼굴이 벌게졌다.
석말천구가 공주더러 죄수들을 직접 신문하라고 귀띔하자 공주가 그렇게 하려 했다.
이에 류경이 재상들과 함께 공주의 알현을 요청한 후 무릎걸음으로 나아가 이렇게 호소했다.
| “ | 근래에 권신(權臣)들이 나라의 정령(政令)을 틀어쥐고는 누가 죄를 지었다는 고발이 들어오면 진위나 경중을 따지지도 않고 바로 풀을 베어 버리듯 마구 처형해 버렸으니 사람들이 겁을 먹고 벌벌 떨며 항상 불안을 떨치지 못했습니다. 다행히 하늘이 도우사 이 무리들을 쓸어 없애버리고 공주로 하여금 우리나라로 와 계시게 하니 저희들은 다시는 예전과 같은 재앙이 없을 것이라고 생각하였습니다. 그런데 지금 바로 이 같은 익명의 투서 사건이 발생했으니 제가 이에 대해 밝히려고 합니다. 지금 우리 나라는 인구가 급감한 데다 원나라 군대까지 사방에 주둔하고 있으니 누가 감히 달아나 숨겠습니까? 그리고 이름도 적혀 있지 않은 글을 어찌 믿을 수 있겠습니까? 그런데도 만약 그것을 믿고 벌을 내린다면 남아 있는 저희 한 두 신하마저도 곧 화가 닥칠까 두려워할 판이니 누가 감히 나라 일에 힘을 다하겠습니까? 정화궁주가 공주를 저주했다는 일 또한 명백한 허위입니다. 공주께서 우리 왕에게 시집온 후로 나라 사람들은 안도하고 있으며 황제의 은덕에 대해 골수(骨髓)에 사무치도록 감격하고 있습니다. 만약 궁주가 개인적인 감정으로 저주했다면 영험있는 귀신이 은덕을 배반한 데 대해 반드시 재앙을 내릴 것입니다. | ” |

류경이 말을 시작하면서부터 온 얼굴을 눈물로 적셨으며, 그 어투가 너무나 간절하고 지극하여 주변이 모두 울음바다가 되었다.
제국대장공주가 크게 느낀 바 있어 수감된 이들을 모두 풀어주었으나 정화궁주만은 남겨 두었다.
재상들이 석방을 간청해보자고 의논하였으나 공주를 두려워 한 나머지 모두 입을 다물고 있었는데, 류경이 벌떡 일어나 안으로 들어가 극력 간청하니 결국 공주도 정화궁주를 풀어 주었다.
이에 왕은 내인(內人)을 보내어 류경에게 진정으로 고맙다는 뜻을 표했다.
또 위득유(韋得儒)와 노진의(盧進義)가 김방경 등이 모반한다고 무고하자 몽골의 원수(元帥) 흔도(忻都)가 왕과 공주에게 보고하면서 김방경을 고문하겠다고 요청했다.
왕이 허락하려 하자 류경이 나섰다.
| “ | 저는 변방의 구석진 땅에서 나고 자라 원나라의 법제를 알지 못합니다. 그러나 본국의 법으로는, 먼저 고발한 자를 가둔 다음 고발당한 자를 체포해 두고 임금에게 보고한 후 신문하여, 고발한 것이 사실이면 고발한 자에게 상을 주고 거짓이면 되레 벌을 내리게 되어 있습니다. 그런데 지금 고발한 자는 가두지 않고 바로 고발당한 자를 고문하려고 하니 이치에 맞지 않습니다. | ” |

이 말을 들은 흔도가 더 이상 말을 하지 못했다.
1278년(충렬왕 4)에 판전리사사(判典理司事)가 되었는데, 당시 왕이 원나라에 있었기 때문에 제국대장공주가 재상들을 불러 날을 택해 궁실을 지으라고 지시했다.
오윤부(伍允孚)가 “금년에 토목 공사를 일으키면 왕에게 이롭지 못하므로 날을 잡을 수 없다.”라고 거절하자, 제국대장공주가 노해 그의 관직을 빼앗고 태형을 가하려 하니 류경이 설득에 나섰다.
| “ | 제가 조성도감(造成都監)의 일을 맡은 자로서 어찌 신속히 공사를 시작해 높으신 뜻에 따르지 않고 싶겠습니까? 그러나 지금 일관이 차라리 머리를 쪼갤지언정 감히 날을 잡지 못하겠다고 아뢴 것은 딴 뜻이 있는 것이 아니라 성심으로 임금을 아낀 나머지 자신을 돌보지 않겠다는 것뿐입니다. 제가 외람되게 재상으로 있으면서 주상께 이롭지 못하다는 말을 듣고 어찌 차마 강행할 수 있겠습니까? 바라옵건대 재목과 기와를 준비해 두었다가 주상의 귀국을 기다려서 시작하더라도 늦지 않을 것입니다. | ” |

이 말을 들은 공주는 한참 말을 않고 있다가 공사를 중지하라고 명령했다.
이 해에 글을 올려 사직을 청원하자, 왕이 그를 광정대부(匡靖大夫)·첨의중찬(僉議中贊)·수문전대학사(修文殿大學士)·감수국사·상장군·판전리사사(判典理司事)·세자사(世子師)로서 관직에서 물러나게 했으나, 그 이후로도 궁궐의 잔치에는 반드시 그를 부르곤 했다.
1282년(충렬왕 8) 승려 홍탄(洪坦)이 사사로운 감정을 품고서 류경 및 상장군 한희유(韓希愈), 장군 양공적(梁公勣)·임비(林庇) 등이 반역 음모를 꾸미고 있다고 고발하여, 왕이 관련자를 모두 순마소(巡馬所)에 하옥하고 신문했는데, 류경만은 노환을 이유로 체포하지 않았고, 홍탄은 무고죄로 해도로 유배보냈다.
1289년(충렬왕 15) 79세로 졸하자 문정(文正)이란 시호를 받았다.

## 일화
- 류경은 본래 부자였기 때문에, 이사할 때 재물을 옮기는 수레와 말이 열흘 동안이나 줄을 이었다.

최의를 죽이고 큰 권세를 갖게 되자 재산이 전보다 배가 되어 사람들이 삼한(三韓)의 거부(巨富)라고 불렀다.
후에 왕이 그를 흑산도로 유배보낼 때 가산을 몰수했더니 진귀한 보물과 세간, 곡식과 비단을 이루 다 헤아릴 수도 없었다.
류경이 유배를 떠나면서 몸에 아무것도 지니지 못하자, 집안 사람이 붉은 비단 보자기에 옷 한 벌을 싸가지고 뒤쫓아 와 그에게 건넸다.
류경은 옷만 꺼내고 보자기를 돌려주면서, “아녀자들의 옷과 양식이 떨어지거든 이것을 팔아서 살도록 해라.”라고 당부했다.
아들 류승이 먼저 금강원(金剛院)으로 가서 기다리자 류경이 와서 작별하면서, “부자의 정이 아직 다하지 않았으니 다시 만나게 될 것이다.”라고 말하며 손을 잡고 울었다.
사람들은 류경이 몰락한 것은 그 부유함 때문에 초래된 것이라고 말했다.
- 류경이 1260년(원종 원년) 처음으로 과거를 주관하게 되자, 그의 좌주(座主)[6]인 평장사(平章事) 임경숙(任景肅)이 자신이 차고 있던, 검은 물소 뿔로 만든 붉은 가죽띠를 풀어 그에게 주며 “공의 문하에 공만한 사람이 있으면 전하도록 하라.”고 당부했다.

20여년 후인 1283년(충렬왕 9) 류경의 문생인 이존비가 과거를 주관하게 되자 그것을 다시 자신의 문생에게 전하려고 했지만 임연의 난 때 잃어버렸으므로, 시장에서 다시 샀더니 바로 그 띠였다고 한다.
- 류경은 1262년(원종 3) 유천우와 함께 과거를 주관했는데, 유천우는 자기 재주를 믿고 남의 말을 듣지 않았으며, 정문(程文)[7]과 비교해 조그마한 하자만 있어도 반드시 물리쳐 버리려고 했으나 류경은 그와 다투지 않았다.

그 결과 급제자가 발표되면 모두 과거를 보느라 늙어버린 사람들로서 막상 뒤에 높은 벼슬에 오른 사람들은 적었다고 한다.

## 평가
『고려사』는 류경에 대해 그의 열전에서 이렇게 평했다.
| “ | 몸이 뚱뚱하고 키가 작았으나 사람들이 그의 근엄함을 우러러보았다. 천부적인 자질이 명민했으며 도량이 웅대하고 깊어서 큰 일을 치를 능력을 갖추고 있었다. 사람을 접대하는 일에 능숙해 말과 웃음이 친숙함을 자아냈다. 또 사람을 알아보는 안목이 있어 원부와 허공은 모두 그가 천거한 인재였다. 사관(史館)의 우두머리로 신종, 희종, 강종, 고종 네 왕의 실록을 편찬하기도 했다. 국자감시(國子監試)를 한 번 주관했고 예위(禮闈)를 세 번 주관했는데, 문장을 평할 때는 먼저 체제(體制)가 완비되었는가를 보고 글의 수사는 다음으로 따졌다. 그가 선발한 사람들은 모두 뛰어난 선비들로 이존비(李尊庇)·안향(安珦)·안전(安戩)·이혼(李混)은 모두 류경의 문생(門生)이었다. | ” |

## 가족 관계
- 증조 - 류총(柳寵) : 검교소부소감(檢校少府少監)
  - 조부 - 류공권(柳公權, 1132년 ~ 1196년) : 정당문학(政堂文學)·참지정사(叅知政事)·판예부사(判禮部事)·문간공(文簡公)
    - 아버지 - 류택(柳澤) : 우복야(右僕射)·한림학사승지(翰林學士承旨)
    - 어머니 - 전주 이씨, 내시집주(內侍執奏) 이린(李隣/李璘)의 딸[9], 문극겸의 외손[10]
      - 부인 - 장세의(張世儀)의 딸[9], 
        - 아들 - 류승(柳陞, 1248년 ~ 1298년) : 도첨의참리(都僉議參理)·정신공(貞愼公)
        - 사위 - 민훤(閔萱, ? ~ 1310년) : 도첨의찬성사(都僉議贊成事)[9]

## 류경이 등장한 작품
- 《무신》(MBC, 2012년, 배우:김승욱)